# Escoma
Escoma är en ort i Bolivia.   Den ligger i departementet La Paz, i den västra delen av landet, 600 km nordväst om huvudstaden Sucre. Escoma ligger 3 827 meter över havet och antalet invånare är 576.
Terrängen runt Escoma är kuperad åt nordost, men åt sydväst är den platt. Runt Escoma är det ganska glesbefolkat, med 29 invånare per kvadratkilometer.. Närmaste större samhälle är Puerto Acosta, 19,4 km nordväst om Escoma.
Trakten runt Escoma består i huvudsak av gräsmarker.